# Nowa Świdziałówka
Nowa Świdziałówka [ˈnɔva ɕfid͡ʑaˈwufka] est un village polonais de la gmina de Krynki dans le powiat de Sokółka et dans la voïvodie de Podlachie.